# Teodor Śmiałowski
Teodor Śmiałowski pseud.: Szumny, Grom, Cichy (ur. 25 marca 1897 w Nowym Dworze Mazowieckim, zm. 25 lipca 1945 w Drohiczynie) – podporucznik czasu wojny Armii Krajowej i Zrzeszenia Wolność i Niezawisłość, dowódcą Ośrodka AK-AKO Drohiczyn i Siemiatycze Obwodu Bielsk Podlaski, po wojnie dowódca oddziału partyzanckiego, żołnierz wyklęty.

## Życiorys
Teodor Śmiałowski był członkiem POW w czasie I wojny światowej, walczył w wojnie polsko-bolszewickiej. W czasie II wojny światowej był żołnierzem ZWZ-AK. Był dowódcą Ośrodka AK-AKO Drohiczyn i Siemiatycze Obwodu Bielsk Podlaski. Po wojnie (w 1945 roku) był dowódcą silnego oddziału partyzanckiego (ponad 100 osób) ROAK w rejonie Drohiczyna i Siemiatycz. Z oddziałem tym wykonał wiele udanych akcji, m.in. kilkakrotnie rozbił grupy operacyjne UB-KBW i NKWD, uwalniając aresztowanych. Dowódcą pierwszego plutonu tego oddziału był Władysław Łukasiuk „Młot”, który został również prawdopodobnie zastępcą dowódcy oddziału. Najsłynniejszą akcją oddziału ppor. „Szumnego”, w której pluton „Młota” odegrał główną rolę, było uderzenie na kompanię 11 pułku KBW (w sile ponad 130 żołnierzy) stacjonującą w Siemiatyczach.
Teodor Śmiałowski poległ w starciu z oddziałami 1 Warszawskiej Brygady Pancernej im. Bohaterów Westerplatte 25 lipca 1945 roku. Dowódca tej brygady, radziecki pułkownik Malutin tak opisywał tę akcję:

Zgodnie z rozkazem Dowódcy 1 Dywizji Piechoty 1 polska Brygada Pancerna dnia 23 VII 1945 r. przeprowadzała operację w celu likwidacji band „Tura” [Zygmunt Kamiński] i „Młota” pod kierownictwem „Szumnego”. Dnia 24 VII 1945 r. Brygada Pancerna zajęła podstawowe pozycje wyjściowe w celu rozwinięcia natarcia wyłącznie na Sokołów Podlaski, Zaniecyn Bielany, Kowiesy, Podnieśno włącznie Suchożebry (...) W ukazanym kierunku posuwał się Baon Zmotoryzowanych Fizylierów i 1 Batalion Czołgów (...) 25 VII 1945 r. resztki bandy wykryto w m. Korczew, które próbowały jeszcze się utrzymać prowadząc ogień, gdzie w końcu zostały wzięte z bronią i amunicją. Przedłużając wykonanie zadania kompania przeciwczołgowa spotkała się z bandą „Szumnego” w rejonie półn.- zach. skraj Drożniew. W wyniku zawiązanego boju został zabity komendant okręgu „Szumny”, bandyta „Jesion” (nazwisko nieznane), ranny adiutant „Szumnego” „Zdzisiek” (Jabłoński), bandyta „Deoniza” (Cykjan) uczestnik bandy (...). W dalszym ciągu przedłużając wykonanie zadania, dnia 26 VII 1945 r. zatrzymano 53 osoby podejrzane, z których 18 po ściśle dokonanym zbadaniu ich dokumentów okazało się jawnymi członkami bandy AK. Za okres operacji Brygada Pancerna wzięła: 70 bandytów AK z bandy „Tura” i „Szumnego” oraz „Młota”, 67 osób podejrzanych, których po dokładnym przejrzeniu dokumentów puszczono.

Po śmierci ppor. „Szumnego” dowodzony przezeń oddział został 26 lipca 1945 roku rozformowany. „Młot” dołączył 1 sierpnia 1945 roku wraz ze swoim plutonem do 5 Brygady Wileńskiej, by później stać się dowódcą 6 Wileńskiej Brygady (WiN).
Miejsce pochówku Teodora Śmiałowskiego pozostaje nieznane.

## Odznaczenia
- Krzyż Walecznych – dwukrotnie[5]
- Postanowieniem prezydenta RP Lecha Kaczyńskiego z 9 listopada 2007 roku „za wybitne zasługi dla niepodległości Rzeczypospolitej Polskiej” Teodor Śmiałowski został pośmiertnie odznaczony Krzyżem Komandorskim z Gwiazdą Orderu Odrodzenia Polski[6], a przekazanie orderu rodzinie odbyło się 11 listopada tego samego roku w czasie uroczystości z okazji Narodowego Święta Niepodległości[7][3].

## Upamiętnienie
Na cmentarzu w Drohiczynie Fundacja „Pamiętamy” ufundowała i odsłoniła w 2005 roku pomnik poświęcony Teodorowi Śmiałowskiemu i jego podkomendnym. Na jego płycie wykuto napis: „PAMIĘCI BOHATERSKICH ŻOŁNIERZY OBWODU ARMII KRAJOWEJ BIELSK PODLASKI PPOR. TEODORA ŚMIAŁOWSKIEGO «SZUMNEGO», ZDZISŁAWA JABŁOŃSKIEGO «PIRATA», NN «JESIONA» i KAZIMIERZA NN, POLEGŁYCH 25 VII 1945 R. W WALCE Z KOMUNISTAMI ZA NIEPODLEGŁOŚĆ POLSKI, WIARĘ KATOLICKĄ I WOLNOŚĆ CZŁOWIEKA.
W miejscu śmierci Teodora Śmiałowskiego znajduje się upamiętnienie.

## Życie rodzinne
Teodor Śmiałowski był ojcem Bogdana Śmiałowskiego (zm. w 2007 roku) oraz wujem Klementyny Sołonowicz-Olbrychskiej, matki aktora Daniela Olbrychskiego.